# Xi Hydrae
Xi Hydrae (ξ Hya, ξ Hydrae) è una stella della costellazione dell'Idra. Con una magnitudine apparente di +3,54, è la settima stella più luminosa della propria costellazione. La sua distanza dal sistema solare è di circa 130 anni luce.

## Osservazione
ξ Hydrae è una stella dell'emisfero australe, ma la sua posizione non fortemente meridionale le consente di essere scorta dalla maggior parte delle regioni abitate della Terra, ad eccezione delle zone più settentrionali della Scandinavia, della Russia, del Canada e dell'Alaska. D'altra parte, nell'emisfero australe diviene circumpolare solo nel continente antartico. Essendo di magnitudine +3,54 la si può scorgere anche dai piccoli e medi centri urbani senza difficoltà, sebbene un cielo non eccessivamente inquinato sia maggiormente indicato per la sua individuazione.
Il periodo migliore per la sua osservazione ricade nei mesi primaverili dell'emisfero boreale, che equivale alla stagione autunnale dell'emisfero australe.

## Caratteristiche fisiche
La stella è una gigante gialla di tipo spettrale G7III; la sua massa è 1,7 volte quella del Sole mentre il raggio è 11 volte superiore. Ha una temperatura superficiale di 4660 K ed una luminosità 70 volte quella solare. La presenza di elementi più pesanti dell'elio, chiamata metallicità, è leggermente maggiore di quella del Sole, circa il 112% rispetto alla nostra stella.
La stella ha una compagna ad appena 0,1 secondi d'arco di distanza, che potrebbe essere legata gravitazionalmente alla gigante, ed un'altra invece più distante di undicesima magnitudine, a circa 68" dalla principale.